# Pièce de 1 franc Jacques Rueff
Pour les articles homonymes, voir 1 franc, Jacques Rueff et Rueff.
Cette pièce d'un franc français a été émise en mémoire de Jacques Rueff, économiste français, inspirateur du « plan de 58 » qui prévoyait notamment la création d'un nouveau franc pour redresser l'économie française, à l'occasion du centenaire de sa naissance, en 1996. Elle est le dernier franc à avoir été frappé avant la naissance de l'euro. Le lancement officiel, par Jean Arthuis, ministre de l'économie et des finances, a eu lieu lors d'un colloque organisé par le Commissariat général au plan sur "L'actualité de la pensée de Jacques Rueff", le 7 novembre 1996.
Frappée à 3 millions d'exemplaires, cette pièce a été mise en circulation le 8 novembre 1996.